# Resolució 1446 del Consell de Seguretat de les Nacions Unides
La Resolució 1446 del Consell de Seguretat de les Nacions Unides fou adoptada per unanimitat el 4 de desembre de 2002. Després de recordar totes les resolucions anteriors sobre la situació a Sierra Leone, en particular les resolucions 1132 (1997), 1171 (1998), 1299 (2000), 1306 (2000) i 1385 (2001), el Consell va ampliar les sancions contra la importació de diamants en brut, excepte els controlats pel govern del país fins al 5 de juny de 2003.
El Consell de Seguretat va començar acollint amb beneplàcit el final de la guerra civil del país i els avenços significatius en el procés de pau i la situació de seguretat. Va instar al govern a estendre la seva autoritat a tot el país, incloses les zones productores de diamants. El Consell va assenyalar que el comerç il·lícit de diamants de la sang havia impulsat el conflicte a Sierra Leone i va acollir amb beneplàcit els esforços internacionals per combatre el vincle entre el comerç il·legal de diamants i el conflicte armat, particularment pel Consell Mundial del Diamant.
Actuant sota el Capítol VII de la Carta de les Nacions Unides, la resolució va estendre les restriccions contra la importació de diamants de Sierra Leone que no controlats pel règim de certificat d'origen fins al 5 de juny de 2003, encara que es resoldrien si esqueia. Va donar la benvinguda a un informe que indica que el règim estava ajudant a frenar el comerç il·lícit de diamants. El secretari general Kofi Annan va ser convocat a donar publicitat a les disposicions i obligacions de la resolució actual.